# Dendrosoter labdacus
Dendrosoter labdacus är en stekelart som beskrevs av Nixon 1939. Dendrosoter labdacus ingår i släktet Dendrosoter och familjen bracksteklar. Inga underarter finns listade i Catalogue of Life.